# کرم‌لی (کلبجر)
کرم‌لی (ترکی آذربایجانی: Kərəmli) یک منطقهٔ مسکونی در جمهوری آرتساخ است که در استان شاهومیان واقع شده‌است.